# Vakbondssecretaris
Een vakbondssecretaris, kortweg secretaris, is iemand die beroepsmatig voor een vakbond werkt.
Een vakbond kan iemand aanwerven als secretaris of een delegee kan permanent vrijgesteld worden van de beroepsactiviteit om syndicaal werk te doen. Een secretaris staat binnen de vakbond in voor een sector en of een regio. Hij is het aanspreekpunt van delegees en militanten binnen dat werkgebied en ondersteunt hun werking en het sociale overleg. In België worden collectieve arbeidsovereenkomsten op sectoraal of ondernemingsniveau altijd ondertekend, namens de werknemers, door een secretaris.
De benaming en invulling voor deze functie verschillen sterk van land tot land en soms van vakbond tot vakbond. In het Verenigde Koninkrijk wordt een door de vakbond betaalde medewerker vaak een officer, official of organizer genoemd. In België en Frankrijk spreekt men behalve van secrétaire syndical ook van permanent (syndical), een verwijzing naar de permanente vrijstelling.